# José Luís Peixoto

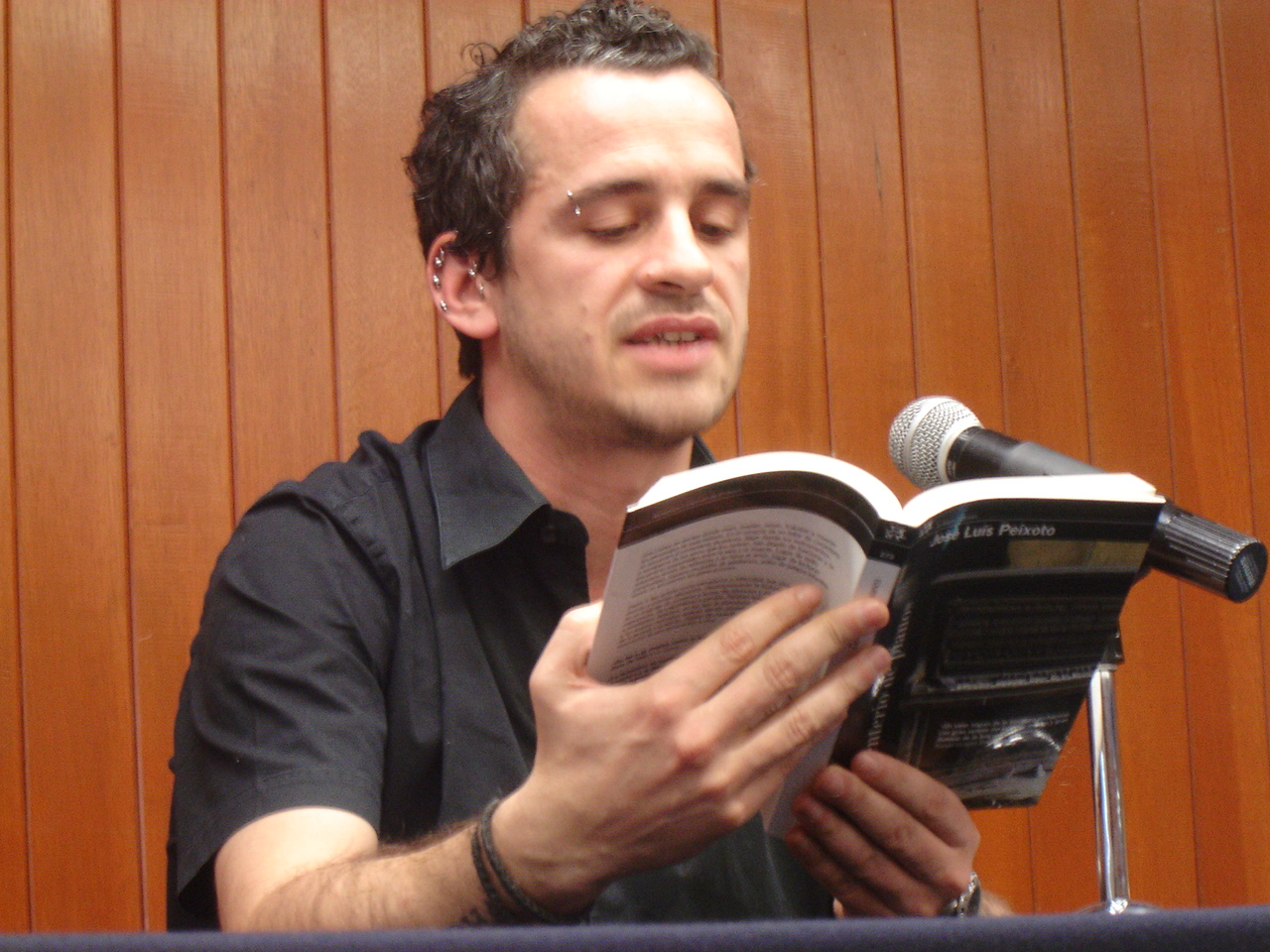
José Luís Peixoto 2008

José Luís Peixoto (* 4. September 1974 in Galveias, Ponte de Sor) ist ein portugiesischer Schriftsteller. Er studierte Moderne Sprachen und Literaturen (Englisch und Deutsch) an der Universidade Nova de Lisboa. Seine Romane wurden in insgesamt 20 Sprachen übersetzt. Als erstes seiner Werke erschien 2015 der Roman Uma Casa na Escuridão  in deutscher Übersetzung (Das Haus im Dunkel).

## Werke

### Romane und Erzählungen
- 2000 – Morreste-me
- 2000 – Nenhum Olhar
- 2002 – Uma Casa na Escuridão (Das Haus im Dunkel. Septime Verlag, Wien 2015, ISBN 978-3-902711-34-2)
- 2003 – Antidoto
- 2006 – Cemitério de Pianos (Friedhof der Klaviere. Septime Verlag, Wien 2017, ISBN 978-3-902711-67-0)
- 2008 – Cal
- 2010 – Livro
- 2011 – Abraço
- 2014 – Galveias (Galveias. Septime Verlag, Wien 2021, ISBN 978-3-99120-000-0)
- 2015 – Em Teu Ventre
- 2019 – Autobiografia
- 2021 – Almoço de Domingo
- 2022 – Onde

### Lyrik
- 2001 – A Criança em Ruínas
- 2002 – A Casa, a Escuridão
- 2008 – Gaveta de Papéis
- 2020 – Regresso a Casa

### Bühnenwerke
- 2005 – Anathema
- 2005 – À Manhã
- 2007 – Quando o Inverno Chegar
- 2016 – Estrangeiras

### Andere
- 2012 – A Mãe que Chovia (Kinderbuch)
- 2012 – Dentro do Segredo (Nordkorea-Reiseerinnerungen)
- 2016 – Todos os Escritores do Mundo têm a Cabeça Cheia de Piolhos (Kinderbuch)
- 2017 – O Caminho Imperfeito (Reiseerinnerungen)